# Skolernes Motionsdag
Skolernes Motionsdag er et årligt tilbagevendende arrangement for alle skoler i Danmark. Det er arrangeret af Dansk Skoleidræt, og finder sted fredag inden efterårsferien. På denne dag er den normale undervisning typisk aflyst, og i stedet deltager eleverne i diverse sportsaktiviteter.